# Amtsgericht Eltmann

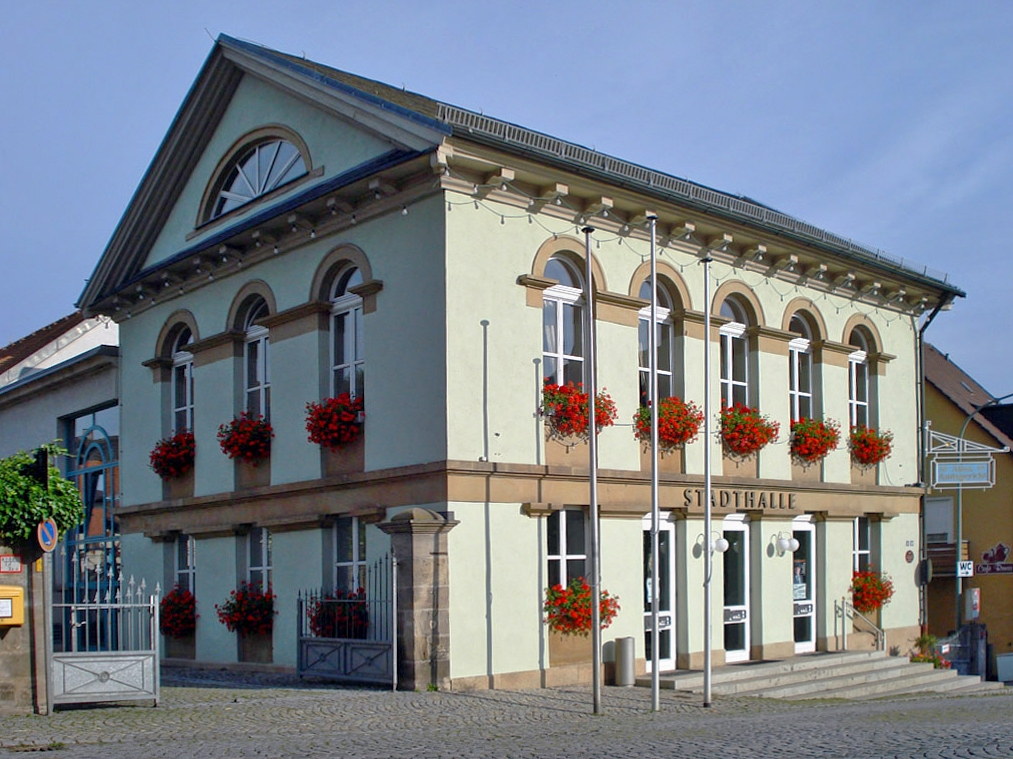
Ehemaliges Amtsgericht Eltmann (2009)

Das Amtsgericht Eltmann war ein von 1879 bis 1945 existierendes bayerisches Gericht der ordentlichen Gerichtsbarkeit mit Sitz in der Stadt Eltmann.

## Geschichte
Bereits 1804 wurde im Verlauf der Verwaltungsneugliederung Bayerns das Landgericht Eltmann errichtet. Von 1806 bis 1814 war es dann ein Landgericht im Großherzogtum Würzburg. Dieses kam zum Untermainkreis, dem Vorläufer des späteren Regierungsbezirks Unterfranken. Im Jahre 1819 wurde das bayerische Landgericht älterer Ordnung mit Sitz in Eltmann wieder errichtet.
Anlässlich der Einführung des Gerichtsverfassungsgesetzes am 1. Oktober 1879 errichtete man ein Amtsgericht in Eltmann, dessen Sprengel deckungsgleich mit dem vorherigen Landgerichtsbezirk Eltmann war und somit aus den Gemeinden Bischofsheim, Dankenfeld, Dippach, Ebelsbach, Eltmann, Eschenbach, Falsbrunn, Fatschenbrunn, Fürnbach, Gleisenau, Karbach, Kirchaich, Knetzgau, Lembach, Limbach, Neuschleichach, Oberschleichach, Obersteinbach, Prölsdorf, Roßstadt, Sand am Main, Schmachtenberg, Schönbach, Schönbrunn, Steinbach, Stettfeld, Theinheim, Tretzendorf, Trossenfurt, Unterschleichach, Untersteinbach, Weisbrunn, Zeil am Main, Zell am Ebersberg und Ziegelanger bestand.
Die nächsthöhere Instanz war bis zum 1. April 1921 das Landgericht Schweinfurt, danach das Landgericht Bamberg.
Infolge kriegsbedingter Notmaßnahmen war das Amtsgericht Eltmann zu einer Zweigstelle des Amtsgerichts Haßfurt herabgestuft worden. Nachdem dies 1956 noch einmal amtlich bestätigt wurde, verordnete das Bayerische Staatsministerium der Justiz mit Wirkung vom 1. Juli 1959 die Aufhebung dieser Zweigstelle.